# Horus difficilis
Horus difficilis är en spindeldjursart som beskrevs av Max Vachon 1941. Horus difficilis ingår i släktet Horus och familjen Olpiidae. Inga underarter finns listade i Catalogue of Life.